# 阿靈頓鎮區 (密蘇里州費爾普斯縣)
阿靈頓鎮區（英語：Arlington Township）是位於美國密蘇里州費爾普斯縣的一個行政鎮區。

## 地方資料
阿靈頓鎮區的面積為159.75平方千米，當中陸地面積為158.07平方千米，而水域面積為1.68平方千米。根據2020年美國人口普查的數據，當地共有人口1955人，而人口密度為每平方千米12.24人。